# Palais des congrès de Paris
El Palais des congrès de Paris al districte 17 de París, és un centre de negocis, congressos i exposicions de la capital, situat a la Porte Maillot, a la frontera entre París, el Bois de Boulogne i Neuilly-sur-Seine. El Palais des Congrès forma part del mateix complex que un gratacel, l'Hôtel Hyatt Regency Paris Étoile.
El Palais des Congrès és, abans de res, com el seu nom indica, un important centre comercial amb sales, botigues, restaurants, sales de reunions i espais d'exposicions.